# Coptocephala unifasciata

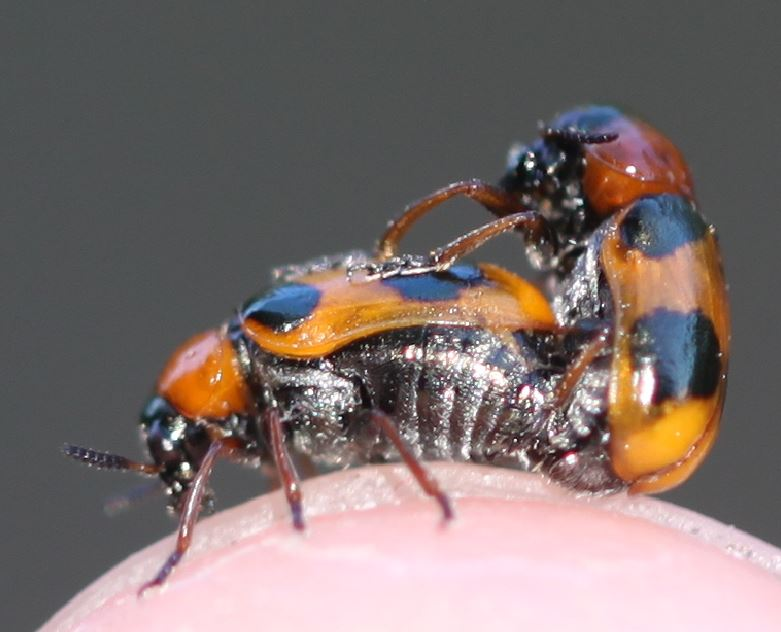
Begattung

Coptocephala unifasciata ist ein Blattkäfer aus der Unterfamilie der Fallkäfer (Cryptocephalinae). Er trägt auch die deutsche Bezeichnung „Einbindiger Langbeinkäfer“. Die Gattung ist mit 4 Arten in Mitteleuropa vertreten.

## Merkmale
Die Käfer erreichen eine Länge von 4–7 mm. Das Pronotum (Halsschild) des Thorax ist rot. Der Kopf ist schwarz mit rot gefärbter Oberlippe. Die Deckflügel sind rotgelb und besitzen zwei schwarze Querbinden, die an der Naht meist unterbrochen sind und den Seitenrand nicht erreichen. Die Fühler sind an der Basis rotgelb, ansonsten schwarz. Die Basis der Femora ist schwarz, ansonsten sind die Beine rotgelb.

## Verbreitung
Die Art kommt in weiten Teilen Europas vor. Sie fehlt jedoch in den Niederlanden, auf den Britischen Inseln und in Fennoskandinavien. Nach Osten kommt sie über Kleinasien, den Kaukasus, Zentralasien, Westsibirien bis in die Mongolei vor.

## Lebensweise
Die adulten Käfer fliegen von April bis Oktober. Wirtspflanzen der Larven sind verschiedene Doldenblütler (Apiaceae) wie Wilde Möhre (Daucus carota), Pastinak (Pastinaca sativa), Berg-Haarstrang (Peucedanum oreoselinum), Echinophora spinosa oder Vertreter der Gattung Ferulago. Auf den Blüten der Wirts- und Futterpflanzen findet man ebenfalls die adulten Käfer.

## Taxonomie
Es wurden zeitweise fünf Unterarten unterschieden:
- Coptocephala unifasciata australis Medvedev, 1965. Kopf teilweise rot gefärbt, Punktierung der Flügeldecken relativ dicht. Zentralasien.
- Coptocephala unifasciata deserta Medvedev, 1965. Kopf ganz rot gefärbt. Beschrieben aus Transkaspien.
- Coptocephala unifasciata destinoi Fairmaire, 1884. Dorsalrand der Mandibeln beim Männchen tief ausgeschnitten. Am Kopf nur Labrum rot. Aedeagus anders als bei unifasciata. Mittelmeergebiet, Kleinasien, Syrien, Iran, Irak.
- Coptocephala unifasciata postmaculata Lopatin, 1980. Kopf ganz rot gefärbt. Iran.
- Coptocephala unifasciata unifasciata (Scopoli, 1763). Dorsalrand der Mandibeln beim Männchen tief ausgeschnitten. Am Kopf nur Labrum rot. Europa bis Zentralasien und Mongolei.

Viele Taxonomen betrachten destinoi und postmaculata inzwischen als eigenständige Art, nicht mehr als Unterarten. Die Unterart deserta ist vermutlich nur eine Färbungsvariante von australis und wird in neueren Werken nicht mehr anerkannt.
In der Literatur finden sich folgende Synonyme:
- Buprestis unifasciata Scopoli, 1763 – ursprüngliche Namenskombination
- Coptocephala intermedia Reineck, 1908
- Coptocephala femoralis Küster, 1845.[9]